# Bis ans Ende der Nacht
Bis ans Ende der Nacht (internationaler Titel: Till the End of the Night) ist ein deutscher Spielfilm von Christoph Hochhäusler aus dem Jahr 2023. Der Thriller handelt von einem verdeckten Ermittler, der über die fingierte Beziehung zu einer Kontaktperson das Vertrauen eines Kriminellen gewinnen soll. Die Hauptrollen übernahmen Timocin Ziegler und Thea Ehre. In einer weiteren Rolle ist Michael Sideris zu sehen.

## Handlung
Der verdeckte Ermittler Robert soll das Vertrauen eines Großdealers gewinnen. Um sich einzuschleusen, soll er sich als Partner der Transfrau Leni ausgeben. Für Robert, der schwul ist, wird die Liebesgeschichte zur Tortur. Er ist von Leni gleichermaßen angezogen wie abgestoßen. Leni ist ebenfalls von Robert abhängig. Vom Erfolg der Mission hängt ab, ob sie wieder ins Gefängnis muss. Mit Hilfe des ausspionierten Dealers stellt sich Robert seinen widersprechenden Gefühlen.

## Veröffentlichung
Der Film hatte seine Premiere am 24. Februar 2023 bei den Internationalen Filmfestspielen Berlin.
Bis ans Ende der Nacht ist im Verleih von Grandfilm, international von The Match Factory, der offizielle deutsche Kinostart war für den 6. Juli 2023 geplant; der Film wurde aber bereits im April während des Queergestreift Festivals im Konstanzer Kino Zebra gezeigt.

## Rezeption

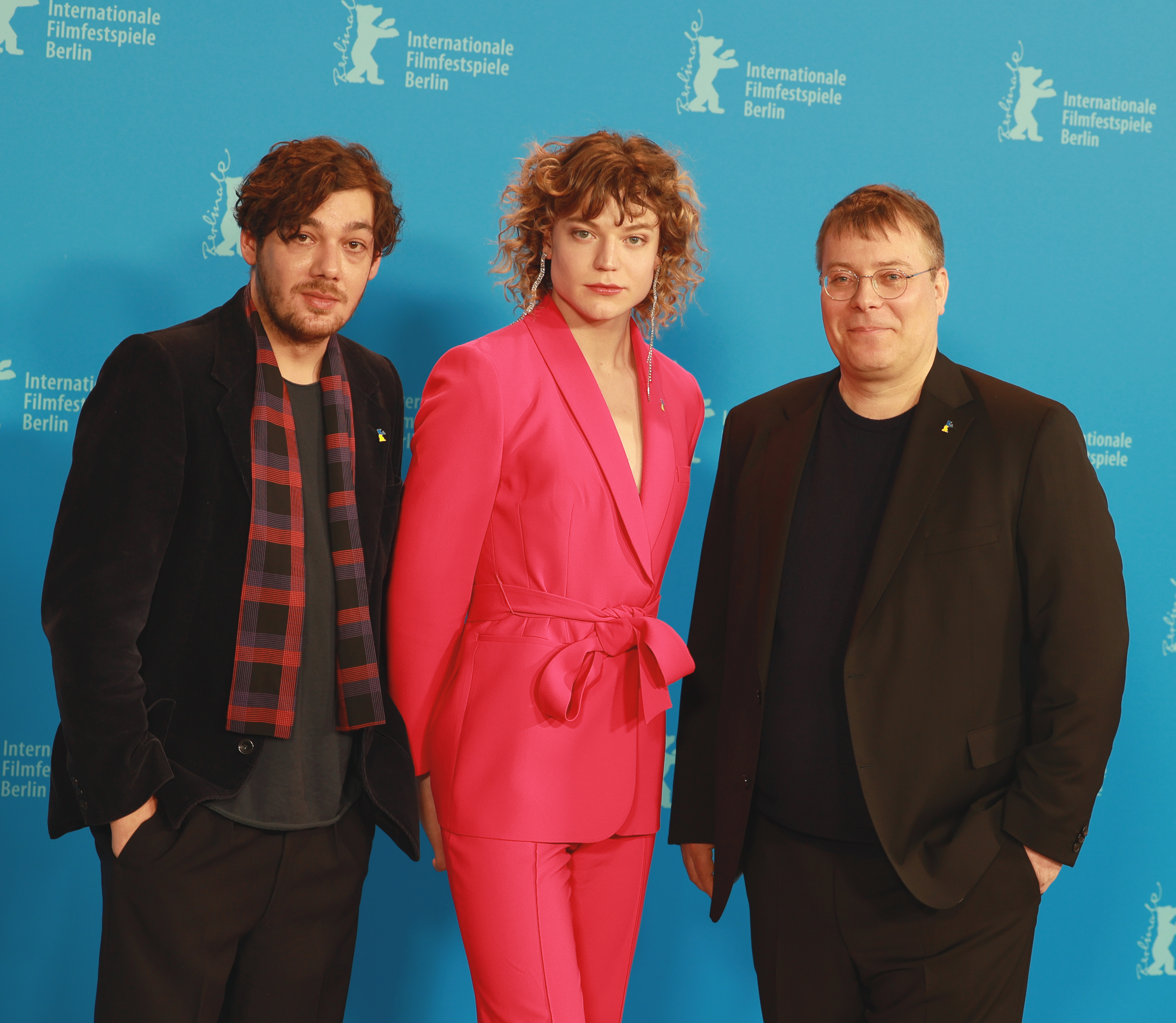
Die beiden Hauptdarsteller Timocin Ziegler und Thea Ehre mit Regisseur Christoph Hochhäusler (v. l. n. r.)

Christoph Hochhäuslers sechster Spielfilm erhielt gemischte Kritiken. Arabella Wintermayr (taz, die tageszeitung) erkannte an, dass sich Florian Plumeyers Drehbuch an eine intrikate Beziehungskonstellation und Genderfragen wage, die es so im deutschen Genrekino beinahe noch nie zu sehen gegeben habe, doch verliere es sich in uninteressanten Nebenschauplätzen. Schlimmer noch seien einige schwache schauspielerische Leistungen, die besonders in affektiert wirkenden Zwiegesprächen deutlich würden. So wirke das Werk „bald wie die Karikatur eines Film noir“. Immerhin sei Thea Ehre „als einnehmende Femme fatale“ ein Ereignis.
Fabian Wallmeier (rbb24) stellte fest, dass die trans Thematik „zwar über weite Strecken stark aus der Warte der cisnormativen anderen Figuren“ erzählt werde, insgesamt behandelten Regisseur Hochhäusler und Drehbuchautor Plumeyer sie „aber behutsam und ohne in allzu viele Klischeefallen zu tappen“. Er ging davon aus, dass dazu die in den Credits genannte „trans* Drehbuchberatung“ beigetragen habe, mehr noch Thea Ehre: „Sie spielt Leni als zwar tief verletzte, aber zugleich wild zum Optimismus entschlossene Frau.“
Christoph Petersen (Filmstarts) zog das Fazit: „Christoph Hochhäusler zieht zwar inszenatorisch einmal mehr alle Register, dennoch kommt ‚Bis ans Ende der Nacht‘ lange weder als Kriminalfilm noch als Melodrama so richtig in die Gänge. Dafür ist aber das Ende verdammt toll.“ Die Filmstarts-Redaktion vergab 3,5 von fünf Sternen.

## Auszeichnungen
Bis ans Ende der Nacht erhielt eine Einladung  in den Wettbewerb um den Goldenen Bären, den Hauptpreis der Berlinale. Der Film gelangte auch in die Auswahl für den LGBTIQ-Preis Teddy Award. Für ihre Darstellung der Leni erhielt Thea Ehre einen  Silbernen Bären für die Beste schauspielerische Leistung in einer Nebenrolle.
Die Deutsche Film- und Medienbewertung zeichnete den Film mit dem Prädikat „besonders wertvoll“ aus.